# Bastian Emig
Bastian Emig es el actual batería de la banda alemana de a cappella Van Canto. Entró en la banda en 2007 sustituyendo al anterior batería Dennis Strillinger.

## Biografía
En 1996 y con 16 años, Bastian empezó con su carrera profesional musical, fichando por la banda Jester's Funeral como batería. Permaneció diez años en la banda, produciendo un total de dos demos y cuatro álbumes de estudio. En 2006, Bastian se marchó a la banda china de death metal 冥界, banda en la cual también tocaba la batería y duró tan sólo un año, produciendo un álbum en directo. Posteriormente en 2007 fue fichado por la banda de a capela Van Canto para sustituir al antiguo batería Dennis, produciendo un total de cuatro álbumes y un recopilatorio. Además actualmente también toca en la banda In Legend. Posteriormente, desde 2011, actúa como batería en los conciertos de la banda Orden Ogan
También fue invitado en un álbum de la banda Grave Digger.

## Bandas[1]
- Jester's Funeral (1996-2006)
- 冥界 (2006-2007)
- In Legend (2007-presente)
- Van Canto (2007-presente)

## Discografía[1][3]

### Jester's Funeral

#### Demos
- Walpurgisnight (1996) - batería
- Days of Medieval (1997) - batería

#### Álbumes
- Labyrinth (1999) - batería
- QuickSilverLight (2000) - batería
- Shifting:Skywards (2003) - batería
- Fragments of an Exploded Heart (2006) - batería

### 冥界

#### Álbum en directo
- 暗火觉醒 / Awakening of Blind Fire (2007) - batería

### Van Canto

#### Álbumes
- Hero (2008) – batería
- Tribe of Force (2010) – batería
- Break the Silence (2011) – batería
- Dawn of the Brave (2014) - batería

#### Recopilatorios
- Metal A cappella (2011) – batería

### Aportaciones a otras bandas

#### Grave Digger
- The Clans Will Rise Again - Coro (2010)